# Javier Filardi
Javier Filardi (Córdoba, 7 febbraio 1980) è un pallavolista argentino.
Gioca nel ruolo di schiacciatore nell'Omonia.

## Palmarès

### Club
- Campionato argentino: 7

2006-07, 2007-08, 2008-09, 2009-10, 2013-14, 2014-15, 2015-16
- Coppa ACLAV: 6

2006, 2007, 2008, 2009, 2013, 2015
- Coppa Máster: 5

2012, 2013, 2014, 2016, 2017
- Torneo Súper 8: 1

2008
- Campionato sudamericano per club: 2

2010, 2015

### Nazionale (competizioni minori)
- Coppa Panamericana 2010
- Coppa Panamericana 2014
- Giochi panamericani 2015

### Premi individuali
- 2014 - Liga Argentina de Voleibol: Miglior ricevitore
- 2015 - Liga Argentina de Voleibol: Miglior schiacciatore
- 2017 - Liga Argentina de Voleibol: Miglior argentino